# Ministro di Stato della Danimarca
Il Ministro di Stato del Regno di Danimarca (in lingua danese: statsminister) è il capo del governo nel Regno di Danimarca. Prima della creazione della moderna carica, la Danimarca non aveva un capo di governo separato dal capo di Stato, chiamato il Re, a cui era conferito anche il potere esecutivo. La Costituzione del 1849 stabilì una monarchia costituzionale limitando i poteri del Monarca e creando la carica di capo del governo. Il primo capo del governo, con il titolo di Primo ministro, fu Adam Wilhelm Moltke.
Il Ministro di Stato presiede il governo ed è formalmente nominato dal Monarca. In pratica, la nomina del Ministro di Stato è determinata dal supporto nel Folketing (il parlamento nazionale). Dall'inizio del XX secolo nessun partito da solo ha ottenuto la maggioranza nel Folketing, pertanto il Ministro di Stato è stato sostenuto da una coalizione di più partiti insieme al suo. Inoltre, solo quattro governi di coalizione dopo la Seconda guerra mondiale, hanno goduto di una maggioranza nel Parlamento danese, così le coalizioni (e il Ministro di Stato) hanno dovuto ottenere il sostegno anche di partiti minori esterni alla coalizione.
Il corrente Ministro di Stato del Regno Danimarca è Mette Frederiksen, formando una coalizione Sinistra Radicale, Partito Popolare Socialista e Lista dell’Unità; già Ministro del lavoro nel Governo Thorning-Schmidt I dal 2011 al 2014 e Ministro della giustizia sempre nel Governo Thorning-Schmidt II dal 2014 al 2015.

## Storia

### Creazione
Durante il 1699-1730, il più alto funzionario del governo non-monarchico fu chiamato il "Gran Cancelliere" (in lingua danese:  storkansler) mentre dal 1730 fino al 1848, questa carica fu chiamata "Ministro di Stato" (in lingua danese:  statsminister). Questi titoli prefiguravano la moderna carica di Primo ministro, però, a differenza di quella attuale, il Gran Cancelliere e Ministro di Stato non erano capi formali di governo. Il Re manteneva il potere esecutivo come sovrano di una monarchia assoluta dal 1661 fino alla promulgazione della Costituzione liberale del XIX secolo.
La carica di Primo ministro fu introdotta nel 1848 e sancita con la Costituzione Danese il 5 giugno 1849. La nuova Costituzione stabili un sistema parlamentare creando un nuovo parlamento bicamerale (in lingua danese: Rigsdagen) e un Council Presidium, presieduto dal Presidente del Consiglio. Il Council Presidium è visto come un predecessore della moderna carica di Primo ministro. Il Primo Presidente del Consiglio fu Adam Wilhelm Moltke, che ebbe il potere il 22 marzo 1848. Moltke e i suoi due successori hanno ricevuto il titolo in lingua danese: premierminister}, che si può tradurre come Primo Ministro.
Dal 1855 in poi il capo del governo era conosciuto semplicemente come il "Presidente del Consiglio" (in lingua danese:  Konseilspræsident). Carl Christian Hall divenne il primo Primo Ministro / Presidente del Consiglio a guidare un partito politico (il Partito Nazionale Liberale).

### Carica moderna
La carica moderna di Ministro di Stato fu creata il 1º gennaio 1914, quando il Council Presidum fu stabilito come dipartimento sotto la guida del Ministro di Stato. Il titolo di Primo ministro cambio di nuovo nel 1918 sotto la Premiership di Carl Theodor Zahle, assumendo il titolo di "Statsminister" (in linea con i suoi vicini scandinavi, Norvegia e Svezia), che rimane fino ad oggi giorno.
Dalla metà del diciannovesimo secolo è nato un forte sistema partitico, con la maggior parte dei Primi Ministri provenienti o dal Partito Liberale Danese (sinistra) o Højre (destra). Tuttavia, nelle elezioni del 1924 i socialdemocratici sono diventati il primo partito mentre il Højre è scomparso.
Durante i primi anni dell'Occupazione nazista della Danimarca, il governo del Ministro di Stato Vilhelm Buhl e di Erik Scavenius collaborarono con i nazisti. Il 29 agosto 1943, il governo danese si dimise, rifiutando di concedere ulteriori concessioni alla Germania nazista. Tutte le operazioni del governo furono assunte dai segretari permanenti dei singoli reparti, e questo accordo è durato fino alla Liberazione della Danimarca, il 5 maggio 1945. Dal momento che il re Cristiano X non ha mai accettato le dimissioni del governo, è esistito de jure fino a quando un nuovo governo è stato costituito il 5 maggio 1945.
A partire dagli anni venti fino  al 1982, la carica di Ministro di Stato è stata molto spesso ad appannaggio dei socialdemocratici, alla guida di una coalizione di sinistra. Poul Schlüter, membro del Partito Popolare Conservatore fu primo ministro, sostenuto da una coalizione di centro-destra, dal 1982 fino al 1993. Il centrodestra tornò al potere nel novembre del 2001, quando la coalizione di sinistra ha ceduto la guida dell'esecutivo a Anders Fogh Rasmussen con un governo fu formato da una coalizione tra Venstre e il Partito Popolare Conservatore, con il supporto parlamentare dei nazional conservatori del Partito Popolare Danese (in lingua danese: Dansk Folkeparti). Il 5 aprile 2009, Rasmussen rassegnò le dimissioni perché divenne Segretario generale della NATO, lasciando l'incarico di Ministro di Stato al Ministro delle finanze e vice presidente del Venstre Lars Løkke Rasmussen.
Le elezioni del settembre 2011 decretarono il ritorno dei socialdemocratici al governo, guidati da Helle Thorning-Schmidt, formarono un esecutivo costituito dai Socialdemocratici, il Partito Liberale Danese e il Partito Popolare Socialista. Con le elezioni del settembre 2015 la coalizione di sinistra ha perso la maggioranza a favore della coalizione di destra guidata da Lars Løkke Rasmussen il quale diventa il nuovo Ministro di Stato il 28 giugno 2015 a capo di un governo costituito dal solo Partito Liberale sino al 27 giugno 2017. Dopo che il Partito Socialdemocratico ha ottenuto la maggioranza relativa alle elezioni del 5 giugno, col 25,9 per cento dei voti, Mette Frederiksen ha ottenuto l'incarico di Ministra di Stato del Regno di Danimarca, formando una coalizione Sinistra Radicale, Partito Popolare Socialista e Lista dell’Unità. La maggioranza controlla 91 seggi su 179 del Parlamento danese. Si è insediata il 27 giugno 2019 divenendo la Ministra di Stato più giovane ella storia danese.

## Ruolo e autorità
La Costituzione della Danimarca stabilisce che il Monarca, che è il capo di Stato, ha la suprema autorità e attua questo suo potere attraverso i suoi ministri. Il Monarca formalmente assegna e rimuove i ministri, incluso il Primo Ministro. In un certo senso, il Primo Ministro ha solo il potere e l'autorità che gli viene dato dal monarca.
Anche se il Ministro di Stato è una importante figura politica del paese, lui o lei non è così potente come i suoi omologhi nel resto d'Europa. Il motivo principale è perché è quasi impossibile per una parte politica ottenere la maggioranza dei seggi nel Folketing (Parlamento). Nessun partito danese ha vinto la maggioranza dal 1901, e per gran parte di quel tempo non c'è stata nemmeno una coalizione di maggioranza. A causa dei suoi poteri limitati, il Primo Ministro è primus inter pares Inoltre, a causa del debole controllo parlamentare che hanno, il Primo Ministro deve mettere insieme una maggioranza per ogni atto legislativo.
Anche se, come detto, il monarca nomina formalmente tutti i ministri del Governo liberamente, convenzionalmente però i Monarchi assegnano i ministeri ai ministri selezionati dal Ministro di Stato che ha raccolto il sostegno di una maggioranza nel Parlamento danese. Un partito unico raramente ha la maggioranza nel Parlamento danese, invece il più delle volte i governi sono formati da coalizioni guidate o dai Socialdemocratici con i partiti di centro-sinistra, o dal Venstre con partiti di centro-destra. Dopo le elezioni, quando non vi è leader indiscusso, il monarca riunisce una "riunione del Re / Regina" (in lingua danese: kongelig undersøger), dove, dopo una serie di discussioni e accordi, il leader della coalizione che ha ottenuto più voti e il designato dal partito all'interno di essa che ha ottenuto più voti, di solito i socialdemocratici o il Venstre, viene nominato Primo Ministro. Il nuovo Primo Ministro eletto, insieme con i leader dei partiti minori, seleziona i ministri per formare un nuovo governo di coalizione, che presenta al monarca.
Il Presidente del Consiglio presiede le riunioni settimanali del Consiglio dei Ministri e ha il potere di fissare l'ordine del giorno di tali riunioni. Il Presidente del Consiglio presiede tradizionalmente un ministero conosciuto come il "Ministero dello Stato di Danimarca" (in lingua danese:  statsministeriet) o Ufficio del Ministro di Stato. Atipico rispetto ad un al ministero danese, il Ministero dello Stato di Danimarca non ha consigli, schede o comitati ad esso associati e la sua responsabilità esclusiva è quella di fungere da segreteria del Primo Ministro. C'è un piccolo reparto sotto il controllo di tale ministero che si occupa di questioni giuridiche particolari non coperti da altri ministeri, tra gli altri la posizione della Groenlandia e delle Isole Faroe rispetto alla Monarchia, il contatto dei mass media di Stato, numero di ministri nel governo, o lo status legale di civile della Regina Margherita II.
Il Ministro di Stato, per convenzione, decide di sciogliere il Parlamento danese e convocare nuove elezione (anche se questo è formalmente stabilito dal monarca), che lui o lei è obbligato a farlo entro quattro anni alle elezioni precedenti. Nonostante questo, il primo ministro non ha voce politica in materia di regioni autonome della Danimarca, le Isole Faroe e la Groenlandia, mentre il Folketing ha il diritto di ratificare le leggi approvate dal parlamento Faroese e dal Parlamento della Groenlandia.
Esistono controlli sul potere del Primo Ministro. Il Parlamento danese può revocare la fiducia ad un Ministro di Stato in carica, nel qual caso il Primo Ministro deve o dimettersi insieme con l'intero governo o chiedere al monarca di sciogliere Folketing e convocare nuove elezione. Ogni volta che un Ministro di Stato si dimette, muore, o è costretto dal suo incarico, il monarca chiede a loro (o, in caso di morte, il prossimo leader disponibile in una coalizione) di mantenere il governo come governo tecnico fino all'elezione di un suo successore.

## Sedi
Gli uffici governativi, tra cui il Ministero dello Stato di Danimarca (in lingua danese: Statsministeriet), si trova all'interno del Palazzo di Christiansborg, insieme con il Parlamento danese e il Corte suprema della Danimarca.
La residenza estiva ufficiale del Ministro di Stato è Marienborg, una tenuta del XVIII secolo, che fu acquistata dallo Stato. Si trova sulla riva del Lago Bagsværd a Kg. Lyngby, a 15 km a nord di Copenaghen. È stata usata come residenza estiva da dieci Primi Ministri dal 1960. Marienborg è frequentemente utilizzata per conferenze governative e vertici informali tra il governo, l'industrie e le organizzazioni in Danimarca.

## Lista dei Ministri di Stato

### Ex Ministri di Stato viventi

Ex Primi Ministri viventi
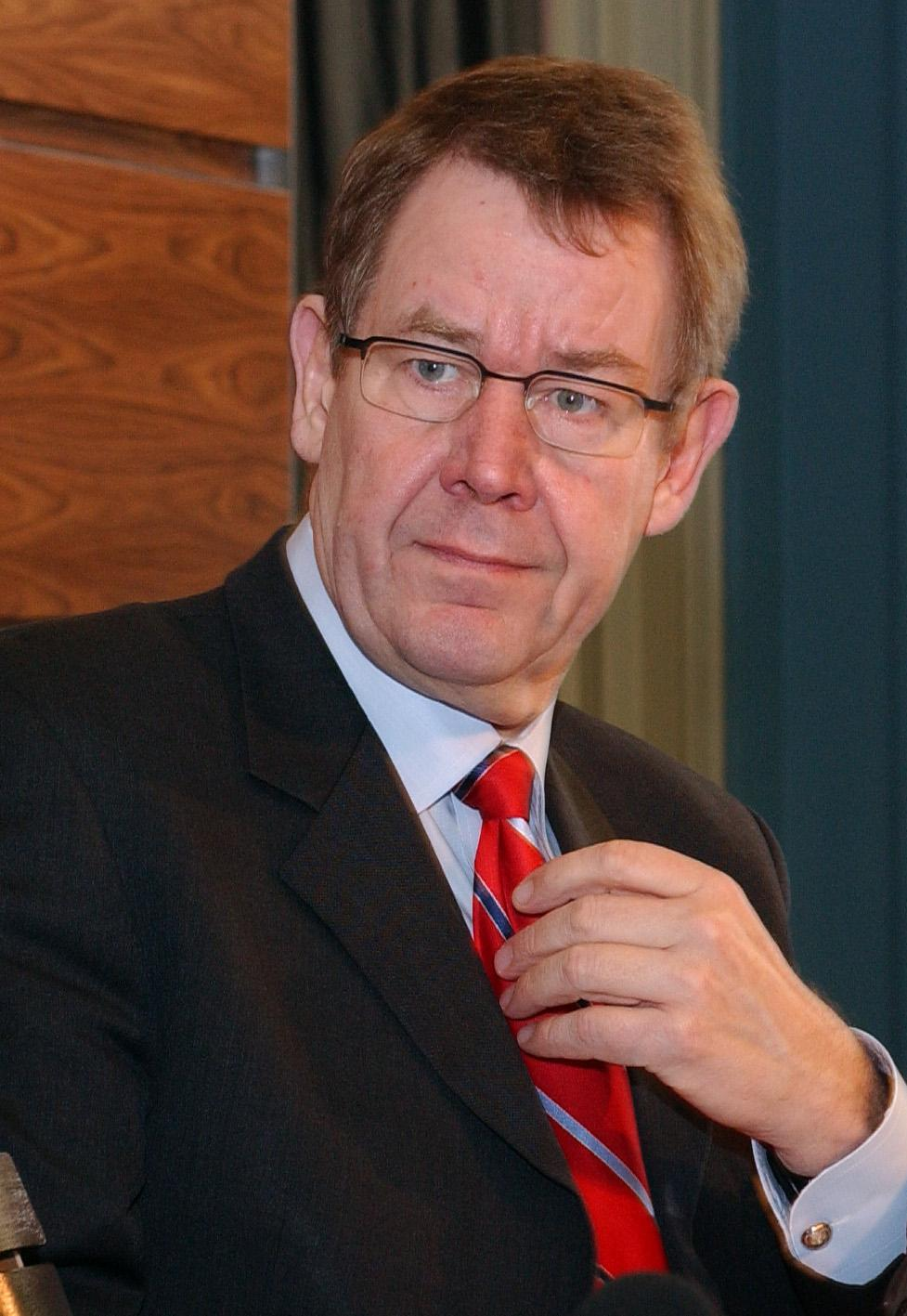
Poul Nyrup Rasmussen nato il 15 giugno 1943 (82 anni)
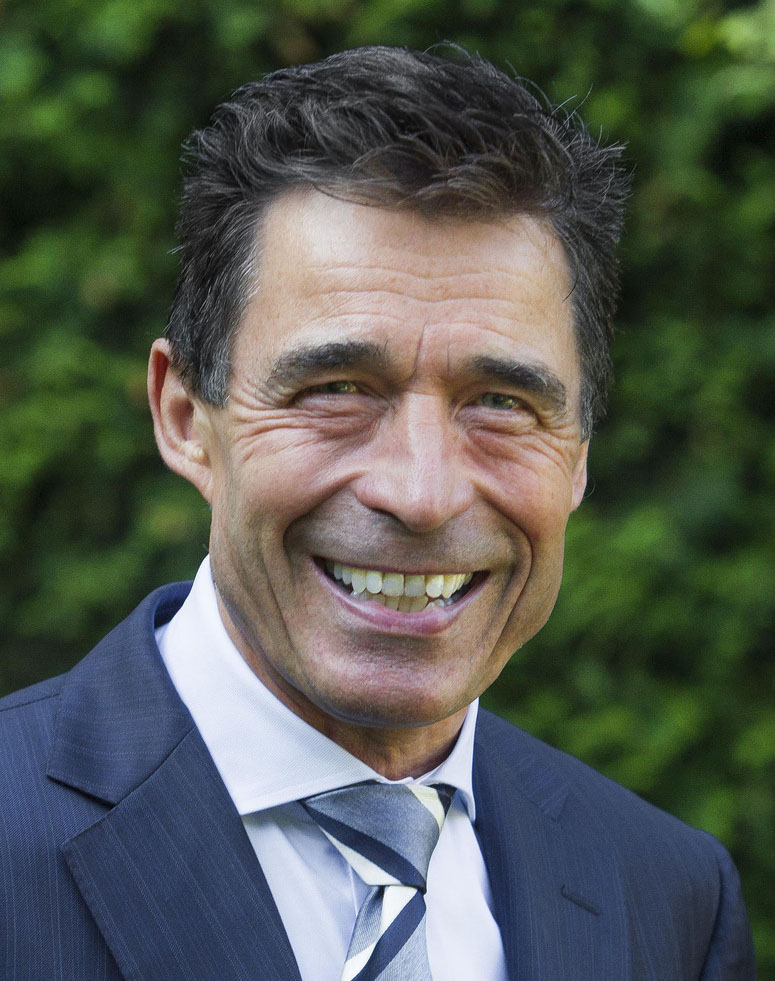
Anders Fogh Rasmussen nato il 26 gennaio 1953 (72 anni)
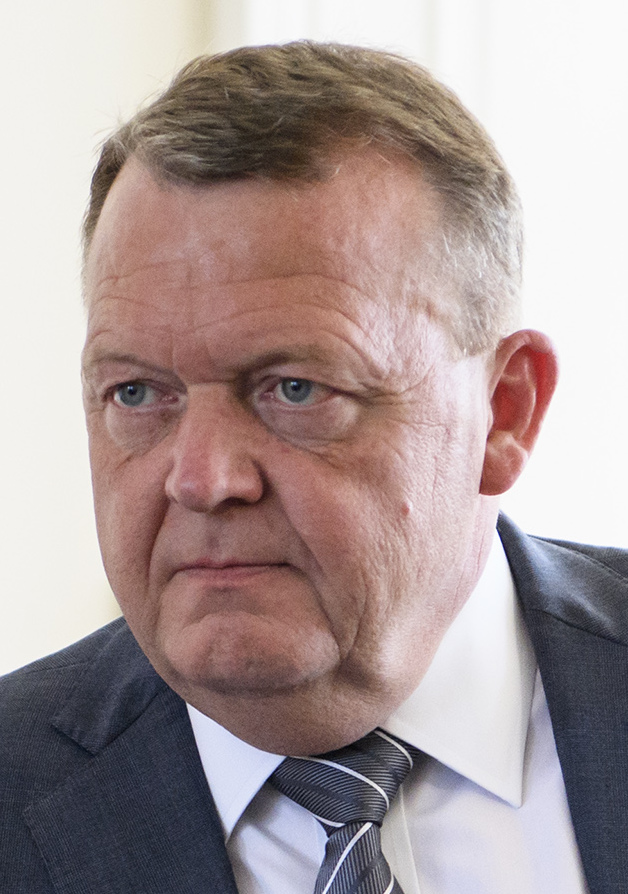
Lars Løkke Rasmussen nato il 15 maggio 1964 (61 anni)
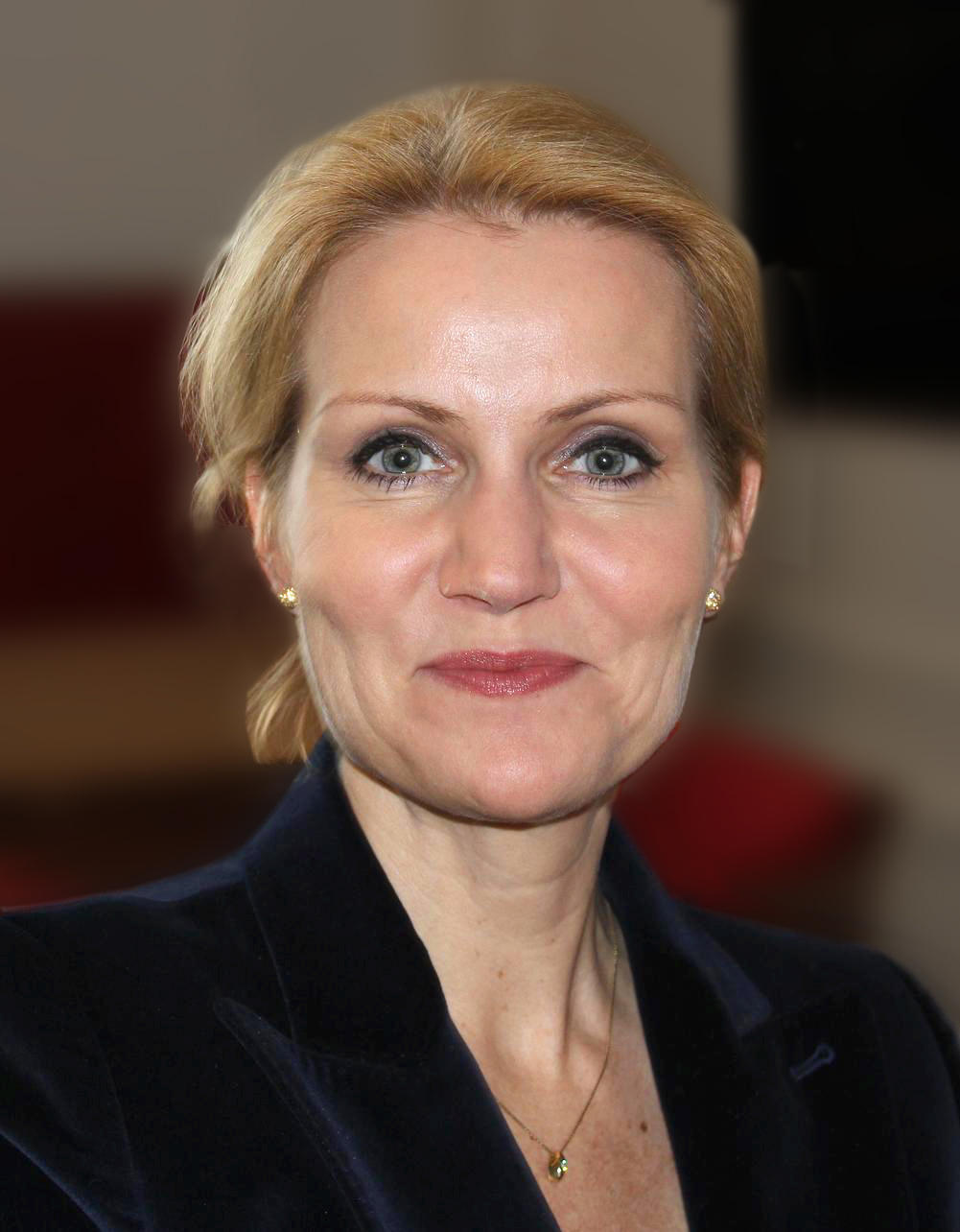
Helle Thorning-Schmidt nata il 14 dicembre 1966 (58 anni)